# Megachile tsimbazazae
Megachile tsimbazazae är en biart som först beskrevs av Gregory B. Pauly 2001.  Megachile tsimbazazae ingår i släktet tapetserarbin, och familjen buksamlarbin. Inga underarter finns listade i Catalogue of Life.